# Aeroportul Mono
Aeroportul Mono (IATA: MNY, ICAO: AGGO) este un aeroport din Mono Island⁠(d), Insulele Solomon.
Situat la o altitudine de 2 m, aeroportul dispune de o singură pistă.